# Mikrokerntest
Der Mikrokern-Test ist ein Test zum Aufdecken von Chromosomenschäden (Chromosomenbruch bzw. klastogener Effekt) und Schäden des Spindelapparates (aneugener Effekt) an sich teilenden Säugetierzellen, der an den lebenden Zellen (in vivo) oder in vitro an Zelllinien (wie z. B. Mouse Lymphoma L5178Y, CHO, V79, TK6) oder primären Zellen (z. B. humanen Lymphozyten) durchgeführt wird. Er wurde entwickelt, um das gentoxische bzw. mutagene Potential chemischer Substanzen nachzuweisen.

## Prinzip
Beim Mikrokerntest in vivo werden Erythroblasten aus dem Knochenmark von Mäusen entnommen. Während des mitotischen Reifungsprozesses der daraus entstehenden Erythrozyten wird normalerweise der Zellkern vollständig ausgestoßen. Durch Einwirkung eines Mutagens bleiben aber von einer eigenen Kernmembranhülle umgebene ganze Chromosomen oder Chromosomenfragmente im Erythrozyten, die „Mikrokerne“ (Mikronuklei, engl. micronuclei). Durch entsprechende Färbemethoden treten die Mikronuklei optisch als kleine, runde Partikel im Zytoplasma in Erscheinung.